# Sonido para cine y televisión
El sonido para cine y televisión, también conocido como sonido para productos audiovisuales, se refiere al proceso por medio del cual se elabora la banda sonora de un producto audiovisual, bien sea una película, un cortometraje, un teaser, un documental, una novela, un informativo, o cualquier otro tipo de producto que relacione imágenes con sonido. El término banda sonora suele confundirse con la música que acompaña a un producto audiovisual. Sin embargo, la banda sonora comprende todos los componentes sonoros del mismo (sonidos de ambientes, música, diálogos, efectos de sonido, etc.).
De este modo, es posible concretar la definición, afirmando que el sonido para cine y televisión, es el proceso por medio del cual se planean, crean y relacionan los distintos componentes sonoros de un producto audiovisual.

## Historia

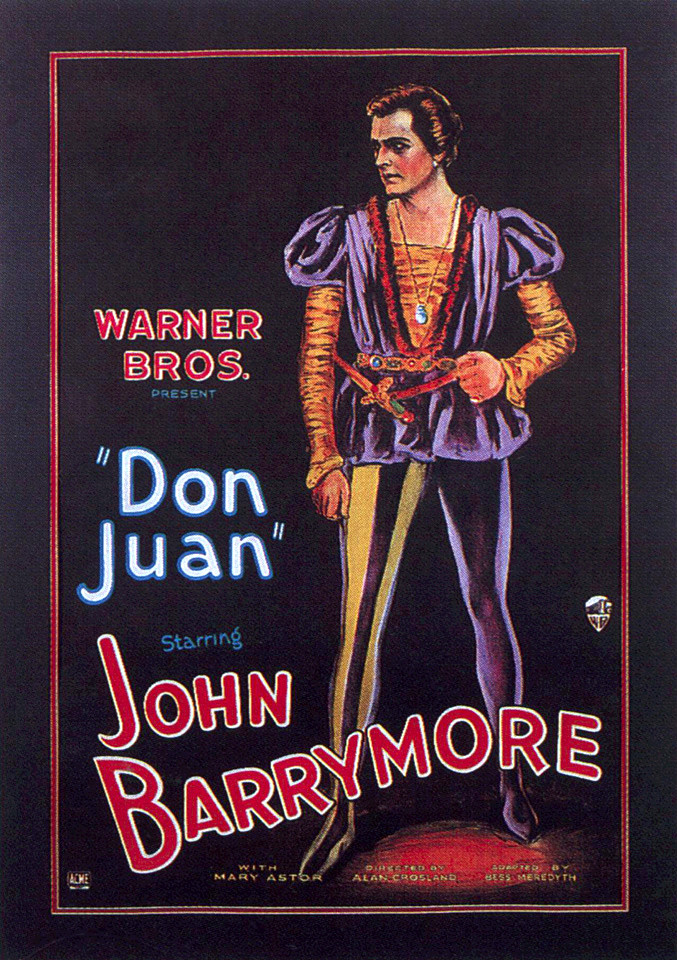
Don Juan (1926)

Cuando el cine era todavía mudo, se hacía uso de música y efectos de sonido en directo para añadir realismo a las imágenes proyectadas y, además, cubrir el fuerte ruido ocasionado por el proyector. Sin embargo, la utilización del sonido en producciones audiovisuales inicia en 1926, año en el que Warner lanza Don Juan, la primera película con un acompañamiento sonoro sincrónico (con sincronía entre la imagen y el sonido). El proceso llevado a cabo para hacer el montaje de sonido en la imagen, fue el llamado Vitaphone, que consistía, básicamente, en grabar la música en discos aparte y reproducir tales discos de forma sincrónica con el proyector de imagen. Esto, por tratarse de sólo un acompañamiento musical, no causó gran impacto en los espectadores, pues no era muy diferente a lo que habían visto hasta entonces.
Un año más tarde, en 1927, se lanza la película El cantante de jazz, la cual sí genera un cambio importante en cuando a la concepción y utilización del sonido en el cine, pues, por primera vez, había sincronía entre el movimiento de los labios de un actor y lo que sonaba. "Hey, Mum, listen to this...!"; estas fueron las palabras que pronunció Al Jolson y que enseguida emocionaron al público y dieron un giro a lo que es el sonido. Desde ese momento, el cine empezó a hacer un uso exagerado (y limitado, por la tecnología) del sonido, y, sobre todo, tuvo que acceder a las exigencias de los espectadores, quienes, después de escuchar hablar a Al Jolson, pedían con furor que las voces de los actores sonaran.
Esta introducción del cine sonoro se convirtió en un reto y cambio radical en la forma en la que se hacía cine. De los estudios ruidosos y rodajes en medio de carcajadas, pasaron a estudios insonorizados y rodajes en los que el protagonista era el silencio. Errores técnicos debieron sortearse y soportarse, como, por ejemplo, que un actor olvidara hablar en dirección al micrófono. Además, la iluminación debía ser más fuerte, pues la sincronía entre audio e imagen exigía que las cámaras rodaran a velocidades mayores. Esto repercutió en la comodidad de los actores. De esta forma se podrían enumerar muchos ejemplos de las complicaciones que generó la entrada del sonido al cine. Sin embargo, a la gente le gustaba.
Otra preocupación que empezó a gestarse en los directores fue la relacionada con la forma de realizar versiones múltiples de las películas. Como primera medida, Hollywood contrató equipos técnicos completos de otros países (Francia, España, Alemania, entre otros), para realizar las grabaciones simultáneas. Rodaban una plano en uno de los idiomas, cambiaban los actores, y rodaban el mismo plano en otro idioma. Claramente, cuando el doblaje de voces hace su aparición, este tedioso trabajo deja de ser funcional y es dejado a un lado por completo.
De ese momento hasta nuestros días, han sido muchas las películas que se destacan por su extraordinario uso del sonido, entre las que se encuentran Ciudadano Kane (1941), El hombre elefante (1980), Ereaserhead (1977), Toro Salvaje (1980), Érase una vez en el Oeste (1968), Star Wars (1977), y Apocalypse Now (1979). Además, este avance representó la necesidad de crear un nuevo cargo para personas especializadas en el diseño sonoro. Esta fue la labor de Walter Murch y Ben Burtt, quienes se han destacado históricamente por su calidad, profesionalismo y creatividad a la hora de realizar el diseño sonoro de una película.

## Cargos y funciones
Debido a la gran cantidad de tareas que requiere un trabajo de sonido óptimo, son varias las personas que intervienen en el proceso de planeación, creación y ensamble de los distintos componentes de sonido de un producto audiovisual. A continuación se mencionan los cargos más relevantes y su función.

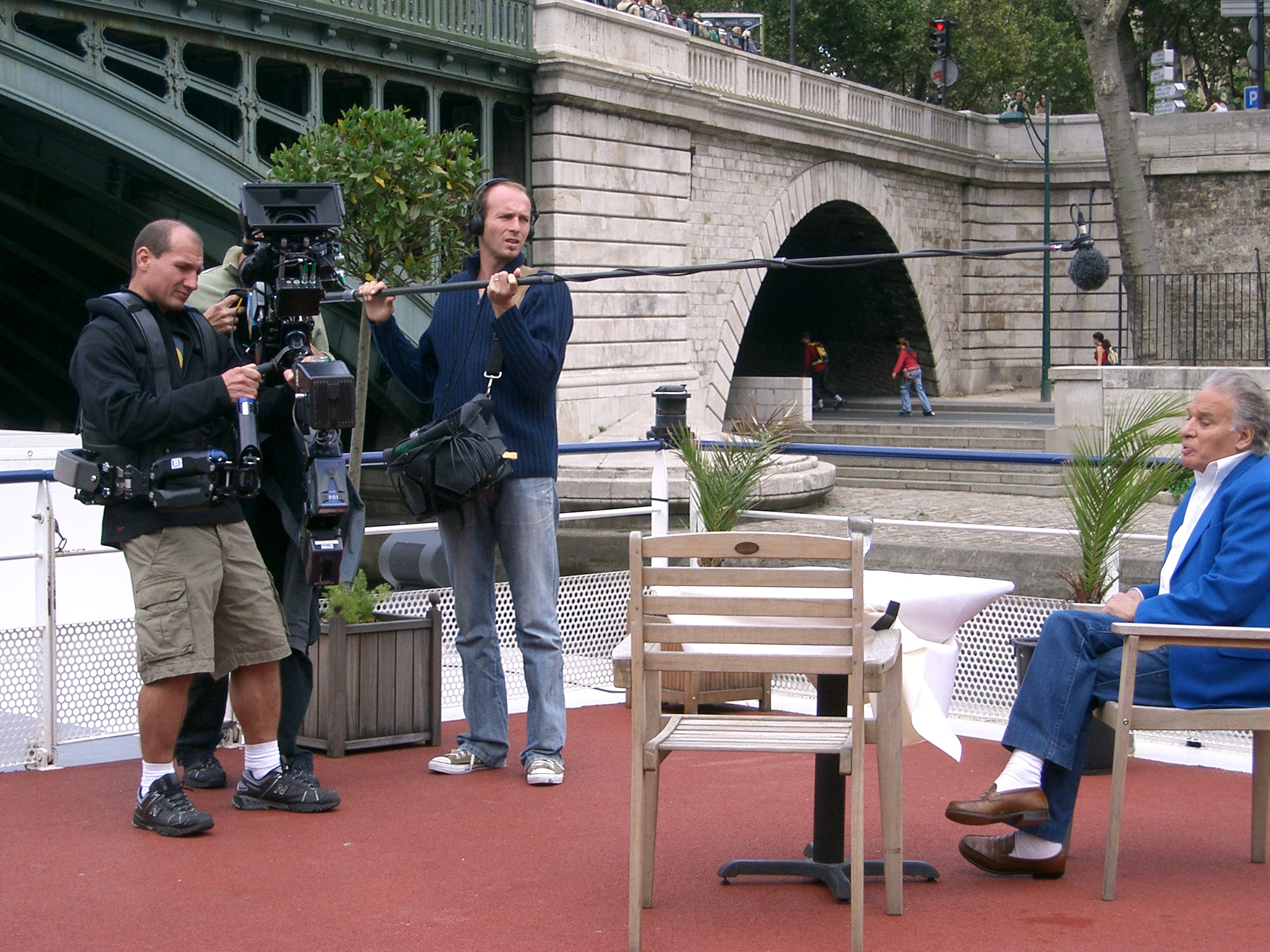
Operador de boom/Supervisor de Sonido

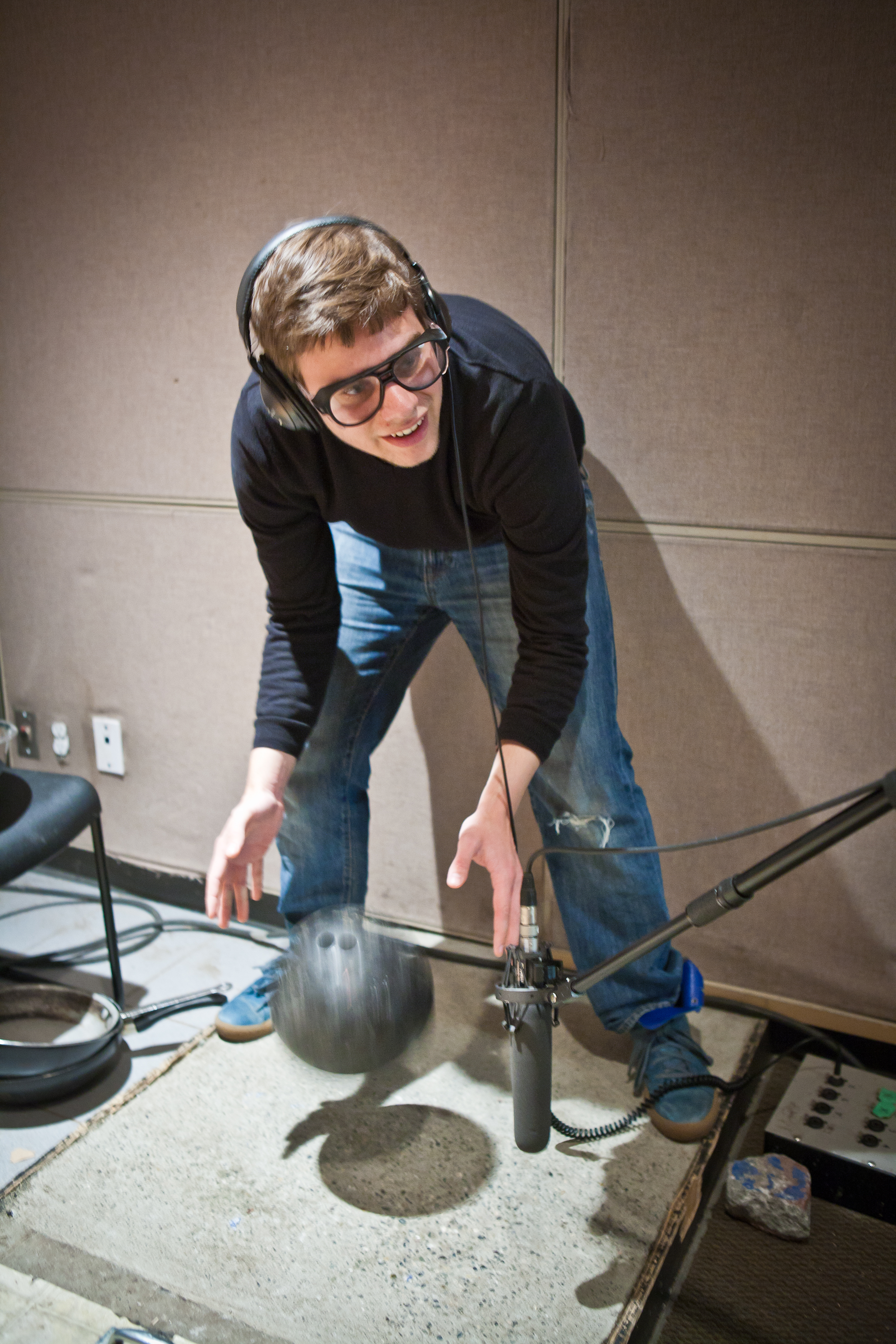
Actor de Foley

1. Supervisor de sonido: Es el equivalente a lo que se conoce como director en áreas como la Fotografía o el Arte de una película (director de fotografía, director de arte). El supervisor de sonido es quien representa al equipo frente a las demás áreas y, en especial, frente al director. Su responsabilidad es dirigir el trabajo del equipo para conseguir los resultados que el director del producto audiovisual espera. Además, por sus amplios conocimientos, es quien toma las decisiones de sonido, y responde por la calidad del mismo. Es posible encontrar distintos "supervisores de sonido" dentro de una misma producción audiovisual, pues, en muchas ocasiones, se contrata a un supervisor para el trabajo de sonido directo (sonido en locación) y otro para el trabajo de post producción del producto.
2. Microfonista: En el trabajo de sonido directo, el microfonista, también conocido como operador de boom, es quién se encarga de manipular el micrófono buscando siempre obtener el sonido más claro y limpio posible, según las necesidades del director y del supervisor de sonido. En ocasiones, y especialmente en producciones de bajo presupuesto, este trabajo lo realiza el mismo supervisor de sonido, quien se encarga de monitorear el sonido, manipular la grabadora y manipular el micrófono. Sin embargo, en condiciones ideales, es una persona aparte que está bajo las órdenes del supervisor de sonido.
3. Editor de diálogos: Ya en la etapa de post producción, el editor de diálogos es quien se encarga de sincronizar el audio de los diálogos (capturado en locación) con la imagen. Además, debe limpiar, pulir y arreglar los diálogos, haciendo que lo que se escucha coincida con lo que se ve. Por último, debe suavizar los silencios digitales que resultan entre un diálogo y el otro. Esto lo hace usando un Room Tone (tono de cuarto), o ambiente leve, que dé unidad y uniformidad al audio resultante.
4. Editor de ADR: En ocasiones, en el momento de grabar el sonido directo de un producto audiovisual, y por razones que se salen de las manos del supervisor de sonido y del microfonista, los diálogos capturados en locación no son lo suficientemente claros, o tienen un gran componente de ruido que no permite que se entienda por completo lo que el actor está diciendo. Para solucionarlo, en posproducción se reemplazan estos diálogos dañados. A este trabajo se le conoce como ADR (por sus siglas en inglés Automated Dialoge Replacement), y consiste, básicamente, en grabar los diálogos de los actores en un estudio de sonido, una vez ha terminado el rodaje del producto audiovisual. Esto se hace para mejorar la calidad del audio, corregir errores de continuidad y perspectiva, o disminuir los cambios en los diálogos de un mismo actor. Para llevar a cabo este proceso, al actor se le muestra el segmento de diálogo que debe reemplazar (con la imagen) repetidas veces. El actor pronuncia el diálogo sobre la imagen tantas veces como sea necesario para que el audio y la imagen queden sincronizados.
5. Diseñador de sonido y efectos sonoros: El diseñador de sonido, como su nombre lo indica, es quién se encarga de diseñar o crear los efectos de sonido necesarios para aumentar el realismo, hacer parecer real lo irreal, o potenciar las emociones. Los efectos de sonido suelen salir de la imaginación y creatividad del diseñador, quien experimenta con sonidos cotidianos para convertirlos en lo que la imagen necesita. Sin embargo, en ocasiones se hace uso de librerías de efectos (pagas o gratuitas) que hay en la red. En dichas librerías se encuentran efectos de sonido por categorías, lo que, en ocasiones, facilita el trabajo del diseñador de sonido. Claramente, esto repercute en la calidad y, sobre todo, originalidad del producto final.
6. Diseñador de foley: Por foley se entiende todo movimiento que sea producido por una acción humana. El diseñador de Foley, junto con un equipo de actores de foley, ingenieros de sonido y demás, es quien se encarga de recrear en un estudio todos estos movimientos para grabarlos y sincronizarlos con la imagen. Este trabajo se realiza, principalmente, para aumentar el realismo del producto audiovisual, y que los espectadores sientan lo que ven como un hecho cotidianamente posible.
7. Música: Dentro del trabajo musical de un producto audiovisual se encuentran varios cargos: El supervisor musical que, al igual que el supervisor de sonido, es el responsable y encargado directo de que las cosas salgan como se han hablado y acordado previamente con el director. El compositor, quien es el encargado de escribir la música para el producto. El ingeniero de sonido, quien es el encargado de grabar a los músicos; y el editor musical, quien se encarga de montar los sonidos, sincronizar los que no fueron grabados sincrónicamente, y realizar una mezcla de la música apropiada para aportar al producto.
8. Mezcla final: El trabajo de mezcla final lo realizan, normalmente, varios ingenieros de sonido, todos dirigidos por el supervisor de sonido. En esta etapa, todo el componente sonoro ha sido entregado en stems. Los stems contienen las mezclas finales de cada una de los componentes sonoros. Por lo tanto, hay un stem de voces (que contiene solo los diálogos del producto audiovisual), un stem de música (en el que ya se encuentra una mezcla general de toda la música de la película), un stem de ambientes, y un stem de efectos (FX).

## Etapas
El sonido, tal como cualquier proceso audiovisual, cuenta con tres etapas básicas e igualmente importantes para su buen desarrollo. Tales etapas son:

### Preproducción
La etapa de preproducción se desarrolla a la par con la preproducción de todo el producto audiovisual. En esta etapa, el supervisor de sonido se reúne con el director y, en condiciones ideales, planea con él el guion del producto audiovisual. El objetivo no es únicamente hacer un desglose de sonido que evidencie todo lo que habrá de sonar en el producto final. Los aportes que debe hacer el sonido en la etapa de preproducción deben ir ligados más que todo a la forma en la que se van a distribuir los tiempos y, sobre todo, a determinar el punto de vista desde el cual se va a contar la historia, que será el mismo punto de vista desde el cual el espectador percibirá el mundo, y, por ende, los sonidos.
La participación del supervisor de sonido dentro de esta etapa es primordial, pues, aunque los directores suelen tener un conocimiento acerca del sonido, una persona que trabaje en el medio (sonido) puede aportar más y mejores ideas, que, como última consecuencia, permitirá obtener mejores resultados.
Además de esto, el equipo encargado de realizar el trabajo de sonido directo (sonido en locación) del audiovisual, planea en esta etapa su trabajo durante los días de rodaje. Realizando un desglose de sonido para rodaje, pueden prever lo que van a necesitar en rodaje y encontrar la mejor solución a los requerimientos particulares de sonido de cada uno de los planos.

### Producción
La etapa de producción está enmarcada, básicamente, por el momento del rodaje. En esta etapa, el equipo de sonido directo captura los diálogos, wildtracks, wildlines, y, en ocasiones, algunos sonidos producidos por los movimientos de los actores, que sirven de referencia para los ingenieros de foley en posproducción. Es una etapa crucial, que depende en gran parte de la capacidad de reacción y solución de problemas del supervisor de sonido y del microfonista, pues es el sonido puede verse afectado por cualquier tipo de inconveniente imprevisto, sea natural o humano (lluvia, viento, aviones, automóviles, gritos a lo lejos, etc.)

### Posproducción
La post producción es el proceso final del producto audiovisual. En este se corrigen, ubican, sincronizan, crean y relacionan todos los componentes de la banda sonora del producto final. La mayor carga laboral en cuanto al sonido en una producción audiovisual se encuentra en esta última etapa, pues gran parte de los trabajos a realizar se llevan a cabo en ella, a saber: Edición de diálogos, ADR, musicalización, diseño de sonido, foley, y, por último, la mezcla final.